# Дарем (Коннектикут)
Да́рем (англ. Durham) — город в штате Коннектикут. Население — 7152 жителей (2020). В настоящее время известен своей осенней ярмаркой Durham Fair, крупнейшей сельскохозяйственной ярмаркой в Новой Англии, проводимой с 1916 года. В Дареме родился Мозес Остин (Moses Austin), участвовавший со своим сыном Стивеном Остином в создании штата Техас. 